# Legio VI Victrix
Legio VI Victrix – rzymski legion sformowany w I wieku p.n.e. Uczestniczył on m.in. w walkach Oktawiana Augusta z Markiem Antoniuszem, a także w wojnie kantabryjskiej na terenie Półwyspu Iberyjskiego. W późniejszym okresie stacjonował w Brytanii. Około 25 r. p.n.e. został obdarzony przez Oktawiana tytułem "Victrix" – "Zwyciężający". Symbolem legionu był prawdopodobnie byk.

## Historia

### Początki
Legion został sformowany przez Oktawiana (późniejszego cesarza) w 41 roku p.n.e. Powstał on na wzór utworzonego w 52 r. p.n.e. przez Cezara Legio VI Ferrata. Już w pierwszym roku istnienia wziął udział w oblężeniu Peruzji w ramach wojny peruzyńskiej.
W kolejnych latach uczestniczył w kampanii przeciwko Sekstusowi Pompejuszowi, który zajął Sycylię. Był obecny, choć nie walczył, podczas bitwy pod Akcjum, która była rozstrzygającym starciem walk pomiędzy Oktawianem a Markiem Antoniuszem.

### W Hispanii
Po roku 30 p.n.e. stacjonował w prowincji Hispania Tarraconensis na Półwyspie Iberyjskim. Tam brał udział w walkach Oktawiana przeciwko Kantabrom. Konflikt ten, zwany wojną kantabryjską, trwał w latach 25–13 p.n.e. Po wojnie legion pozostał w Hiszpanii na prawie wiek, zyskując przydomek Hispaniensis. W roku 63 n.e. Legio X Gemina został przeniesiony do Carnuntum i tym samym VI Victrix został jedynym legionem w Leonie, wspieranym przez 2 ale i 3 kohorty.
Około 67 roku zaczęło narastać niezadowolenie z panowania cesarza Nerona, a popularność zyskiwał zarządca Hispanii Tarraconensis – Galba. W 68 roku VI Victrix obwołała go nowym cesarzem, jednak uzurpator pozostawił legion w Hiszpanii i ruszył do Rzymu z nowo utworzonym Legio VII Galbiana.

### W Germanii
Zimą na przełomie 69 i 70 roku VI Victrix została skierowana nad Ren, gdzie miała stłumić powstanie Batawów, wywołane osłabieniem granicy po tym jak Witeliusz zabrał większość armii do Rzymu, by w ten sposób przejąć rządy z imperium. Decydującą walkę stoczono pod Xanten, po której powstanie zostało stłumione.
VI Victrix pozostał w Germanii Inferior, wraz z legionami I Minervia, X Gemina oraz XXII Primigenia. W 89 roku uczestniczył w okolicach Moguncji w tłumieniu buntu wszczętego przez zarządcę prowincji Germania Superior, Lucjusza Antoniusza Saturnina. Został wówczas odznaczony wraz z pozostałymi uczestniczącymi w kampanii legionami tytułem Pia Fidelis Domitiana. Podczas wojen z Dakami część żołnierzy VI Victrix została przeniesiona nad Dunaj, choć formalnie legion stacjonował w Xanten.

### W Brytanii
W roku 122 cesarz Hadrian zabrał VI Victrix ze sobą do Brytanii. Legion brał udział we wznoszeniu Muru Hadriana na odcinku pomiędzy Pons Aelius (okolice obecnego Newcastle) i Luguvallium oraz mostu nad Tyne w pobliżu Newcastle. Bazą legionu stało się wówczas Eboracum. W latach 139–42 legion brał też udział we wznoszeniu Wału Antonina.
W latach 165-66 jednym z dowódców legionu był Publiusz Serwiusz Pertynaks, który przez krótki okres w 193 roku być cesarzem rzymskim. Po jego śmierci wybuchła wojna domowa pomiędzy kolejnymi pretendentami do tronu. W 196 roku w walkach wykorzystano również legiony z Brytanii, które zostały jednak pokonane pod Lyonem przez armię Septymiusza Sewera i pobite powróciły na wyspę. Po powrocie musiały zmierzyć się z licznymi rebeliami przeciwko rzymskiej władzy. VI Victrix był zaangażowany z odbicie i odbudowę Eboracum i odbudowę zniszczonych sekcji Wału Hadriana.
W roku 208 do wciąż targanej niepokojami Brytanii przybył cesarz Septymiusz Sewer z zamiarem podbicia Szkocji. VI Victrix został przeniesiony do Carpow, gdzie stacjonował wraz z II Augusta. Po niepowodzeniu kampanii szkockiej pozostał w Eboracum. W 306 roku, kiedy w Eboracum zmarł cesarz Konstancjusz Chlorus, żołnierze VI legionu obwołali kolejnym cesarzem jego syna Konstantyna.
Legion wciąż istniał pod koniec VI wieku. Podczas panowania Honoriusza w 402 roku powrócił być może z Brytanii na kontynent na rozkaz Stylichona.